# Elies Goos
Elies Goos est une ancienne joueuse de volley-ball belge née le 13 janvier 1989 à Herentals. Elle mesure 1,78 m et jouait au poste de passeuse. Elle a mis un terme à sa carrière de volleyeuse professionnelle en 2017.

## Clubs
| Club           | De        | À         |
| -------------- | --------- | --------- |
| VDK Gent Dames | 2008-2009 | 2012-2013 |
| Dresdner SC    | 2013-2014 | 2013-2014 |
| VDK Gent Dames | 2015-2016 | 2015-2016 |
| Barbãr Girls   | 2016-2017 | 2016-2017 |

## Palmarès
- Championnat de Belgique
  - Vainqueur : 2013.
  - Finaliste : 2010, 2011, 2012, 2016.
- Coupe de Belgique
  - Vainqueur : 2009.
  - Finaliste : 2011.
- Supercoupe de Belgique
  - Vainqueur : 2011, 2015.
- Championnat d'Allemagne
  - Vainqueur : 2014.